# Novoselec
Novoselec – wieś w Chorwacji, w żupanii zagrzebskiej, w gminie Križ. W 2011 roku liczyła 1362 mieszkańców.